# Dragi
Dragi je moško osebno ime.

## Izvor imena
Ime Dragi je različica moškega osebnega imena Drago.

## Različice imena
- ženska različica imena: Dragi

## Pogostost imena
Po podatkih Statističnega urada Republike Slovenije je bilo na dan 31. decembra 2007 v Sloveniji število moških oseb z imenom Dragi: 60.

## Osebni praznik
Osebe z imenom Dragi lahko godujejo takrat kot Drago.